# Premiile Academiei Române pentru anul 2016
Premiile Academiei Române pentru anul 2016 au fost acordate în 13 decembrie 2018, în Aula Academiei Române.
Sunt indicate obiectul acordării premiului, cel mai adesea o lucrare, autorul acesteia și țara de reședință a autorului. În cazul în care nu este indicată țara, autorul este din România.

## I. Filologie și literatură

### Premiul „Timotei Cipariu“
- The Syntax of Old Romanian, Oxford University Press, Gabriela Pană Dindelegan[1]; Martin Maiden (Anglia)

### Premiul „Bogdan Petriceicu Hasdeu“
- Calvarul limbii române în timpul dominației sovietice, Vasile Bahnaru

### Premiul „Ion Creangă“
- Salutări lui Troțki, Dumitru Crudu

### Premiul „Titu Maiorescu“
- Fabrica de geniu. Nașterea unei mitologii a productivității literare în cultura română (1825-1875), Adrian Tudurachi

### Premiul „Lucian Blaga“
- Ion Vinea, Opere, vol. X: Publicistică (1935-1940), Elena Zaharia-Filipaș și Magdalena Răduță

### Premiul „Mihai Eminescu“
- Executare silită, Ion Cocora

### Premiul „Ion Luca Caragiale“
Premiul nu a fost acordat.

## II. Științe istorice și arheologie

### Premiul „Vasile Pârvan“
- Bronzul târziu la Dunărea de Jos. Componente și relații interculturale, Neculai Bolohan
- Pannonia, Dacia and Moesia in the Ancient Geographical Sources, Florin-Gheorghe Fodorean

### Premiul „A.D. Xenopol“
- Tărtăria rediviva, Sabin Adrian Luca

### Premiul „Nicolae Iorga“
- Gīwargīs I. (660-680). Ostsyrische Christologie in früchislamicher Zeit, Cătălin-Ștefan Popa

### Premiul „Mihail Kogălniceanu“
- Cetățile bastionare din Moldova (sfârșitul secolului al XVII-lea - mijlocul secolului al XIX-lea), Mariana Șlapac (Republica Moldova)
- Unelte agricole din Moldova medievală, George Bilavschi

### Premiul „Nicolae Bălcescu“
- Meșteșug, artă, document. Cahlele din Țara Românească (secolele XIV-XVII), Maria-Venera Rădulescu

### Premiul „Dimitre Onciul“
- Calendare și almanahuri românești din Bucovina (1811-1918). Contribuția lor la propășirea cultural-națională a românilor bucovineni, Vasile I. Schipor

### Premiul „George Barițiu“
- Cartea românească veche în Imperiul Habsburgic (1691-1830). Recuperarea unei identități culturale, Ioan Chindriș[1], Niculina Iacob, Eva Mârza[1], Acca Elisabeta Tatay[1], Otilia Urs, Bogdan Crăciun, Roxana Moldovan, Ana Maria Roman-Negoi

### Premiul „Eudoxiu Hurmuzaki“
Premiul nu a fost acordat.

## III. Științe matematice

### Premiul „Simion Stoilow“
- Sisteme neliniare de ecuații în modelarea matematică a cristalelor lichide, Arghir Dani Zărnescu

### Premiul „Gheorghe Țițeica“
- Moduli of Sheaves Supported on Quartic Space Curves, Jinwon Choi (Korea), Kiryong Chung (Korea) și Mario Maican

### Premiul „Gheorghe Lazăr“
- Rezultate în teoria algebrelor Frobenius, Laura Elena Năstăsescu
- Algoritmi de algebră computațională, Bogdan Ichim

### Premiul „Spiru Haret“
- Boundary Value Problems for Systems of Differential, Difference and Fractional Equations - Positive Solutions, Rodica Luca, Johnny Henderson (USA)

### Premiul „Dimitrie Pompeiu“
- Inegalități funcționale de tip Hardy și aplicații, Cristian Mihai Cazacu

### Premiul „Petre Sergescu“
- Nicolae Coculescu, o viață printre stele și Astronomia și Academia Română, Magda Stavinschi

### Premiul „Grigore C. Moisil“
Premiul nu a fost acordat.

## IV. Științe fizice

### Premiul „Constantin Miculescu“
- Improving the shear wave velocity structure beneath Bucharest (Romania) using ambient vibrations, Elena Florinela Manea și Mircea Radulian
- Studii privind materialele nanostructurate cu aplicații în fotonică, Monica Focșan

### Premiul „Dragomir Hurmuzescu“
- A MHD invariant and the confinement regimes in a tokamak, Mădălina Vlad și Florin Spineanu
- Contribuții la studiul teoretic al proprietăților optice neliniare ale gropilor cuantice și ale punctelor cuantice sub acțiunea diferitelor câmpuri externe și a impurităților, Doinița Bejan

### Premiul „Ștefan Procopiu“
- Transfer de sarcină la interfețe corelat cu structura electronică, ordonarea feroică și activitatea chimică sau catalitică, caracterizat prin tehnici de știința suprafețelor, Liviu Cristian Tănase
- Contribuții la dezvoltarea unor structuri complexe cu aplicații în conversia fotovoltaică a energiei solare în electronica transparentă, Cristina Beșleagă-Stan

### Premiul „Horia Hulubei“
- Aplicații ale metodelor fizicii nucleare la studii de arheometrie, Roxana Bugoi
- Studii de metrologia radiațiilor ionizante: identificarea, validarea și optimizarea de noi metode complementare de cuantificare, Mihail Răzvan Ioan
- Studii teoretice privind nucleele grele și supragrele, Andreea Ioana Budaca

### Premiul „Radu Grigorovici“
- Efectul superradiativ în rețeaua bidimensională de fosforenă în câmp magnetic perpendicular, Bogdan Ostahie
- Studii de mecanică statistică cu aplicații la sisteme de particule în interacție, Dragoș Anghel

## V. Științe chimice

### Premiul „Costin D. Nenițescu“
- Sinteza multicomponent a pirolochinoxalinelor și pirolobenzimidazolilor, Călin Deleanu, Alina Nicolescu și Florentina Georgescu

### Premiul „I. G. Murgulescu“
- Nanomateriale oxidice: sinteză, caracterizare și aplicații, Greta Mihaela Socoteanu, Maria-Susana Mihaiu, Paul Cristian Chesler și Cristian Ovidiu Hornoiu

### Premiul „Gheorghe Spacu“
- Contribuții în chimia organometalică a metalelor și semimetalelor, Gabriela Nemeș
- Liganzi și polimeri de coordinare cu unități siloxanice, Fernanda Mirela Zaltariov

### Premiul „Nicolae Teclu“
- Derivați de grafenă cu proprietăți catalitice și electrocatalitice, Stela Pruneanu și Crina Socaci

### Premiul „Cristofor I. Simionescu“
- Multifuncționalizarea fizică și chimică a unor suprafețe polimerice pentru realizarea de biomateriale, Elena Stoleru
- Materiale oxidice nanostructurate cu aplicabilitate în tehnologii de purificare și protecția mediului, Petronela Pascariu

## VI. Științe biologice

### Premiul „Emil Racoviță“
- Chiroptera - Mammalia, Vol. XVI, fasc.3, Dumitru Murariu[1], Gabriel Chișamera, Dragoș Ștefan Măntoiu și Irina Pocora

### Premiul „Grigore Antipa“
- Grupul de lucrări în domeniul zoonozelor și vectorilor acestora, Andrei Daniel Mihalca

### Premiul „Emanoil Teodorescu“
- Metaboliți secundari din plante. Origine, structură, funcții, Lăcrămioara Oprică

### Premiul „Nicolae Simionescu“
- Grupul de lucrări privind studiul mecanismelor celulare și moleculare ale nocicepției și termorecepției în sistemul nervos periferic, Alexandru Babeș

## VII. Științe geonomice

### Premiul „Grigore Cobălcescu“
- Hidrogeologia carstului din Munții Apuseni, Iancu Orășeanu

### Premiul „Gheorghe Munteanu-Murgoci“
- New relations of water saturation’s calculus from well logs, Ion Mălureanu, Tudor Boacă și Daniela-Doina Neagu

### Premiul „Ludovic Mrazec“
- Origin and evolution of the South Carpathians basement (Romania): a zircon and monazite geochronologic study of its Alpine sedimentary cover, Adriana M. Stoica, Mihai N. Ducea<ref name="revenit">, Relu Dumitru Roban și Denisa Jianu
- CI-rich hydrous mafic mineral assemblages in the Highiș massif, Apuseni Mountains, Romania, Bernard Bonin (Franța) și Mihai Tatu

### Premiul „Ștefan Hepites“
- Lateral detachment in progress within the Vrancea slab (Romania): interferences from intermediate-depth seismicity patterns, Horia Mitrofan, Mirela-Adriana Anghelache, Florina Chitea, Alexandru Damian, Nicoleta Cadicheanu și Mădălina Vișan
- Paleomagnetism of the Upper Miocene-Lower Pliocene lavas from the East Carpathians: contribution to the palaosecular variation of geomagnetic field, Mădălina Vișan, Cristian G. Panaiotu<ref name="revenit">, Cristian Necula și Anca Dumitru

### Premiul „Simion Mehedinți“
- Țara Hațegului. Studiu de geografie regională, Gheorghe-Gavrilă Hognogi
- Resursele de apă din sistemul hidrografic Timiș-Bega. Geneză, regimuri hidrografice și riscuri hidrice, Andreea-Mihaela Arba

## VIII. Științe tehnice

### Premiul „Traian Vuia“
- Multiscale modelling in sheet metal forming, Dan Sorin Comșa, Mihai Gologan, Paul van Houte (Belgia), Albert van Bael (Belgia), Jerzy Gawad (Belgia), Philip Eyckens (Belgia), Arthur Schwarzer (Germania) și Abdolvahed Kami (Iran)

### Premiul „Aurel Vlaicu“
- Metode analitice aproximative optimale în studiul dinamic al unor tipuri de fluide ne-Newtoniene, Remus-Daniel Ene, Vasile Marinca[1] și Valentin-Bogdan Marinca

### Premiul „Anghel Saligny“
- Robustness of Steel Building Structures, Florea Dinu și Ioan Mărginean

### Premiul „Constantin Budeanu“
Premiul nu a fost acordat.

### Premiul „Henri Coandă“
Premiul nu a fost acordat.

## IX. Științe agricole și silvice

### Premiul „Ion Ionescu de la Brad“
- Comparative study of the mineral composition of beef steak and pork chops depending on the thermal preparation method, Gheorghe Goran, Liliana Tudoreanu, Elena Rotaru și Victor Crivineanu

### Premiul „Traian Săvulescu“
Premiul nu a fost acordat.

### Premiul „Gheorghe Ionescu-Șișești“
- Biomasa - sursă alternativă de energie, Gheorghe Roman, Viorel Ion, Lenuța Epure și Adrian Bășa
- Differentation of the rye and wheat flour as well as mixtures by using the kinetics of Karl Fischer water titration, Daniel Hădărugă[1], Corina Costescu, Laura Corpaș, Nicoleta Hădărugă și Heinz Isengard (Germania)
- Nano encapsulation competitiveness of omega-3 fatty acids and correlations of thermal analysis and Karl Fisher water titration for European anchovy (Engraulis encrasicolus L) oil/Beta-cyclodextrin complexes, Mustafa Unlusain (Turcia), Nicoleta Hădărugă[1], Gerline Rusu și Alexandra Gruia

### Premiul „Marin Drăcea“
Premiul nu a fost acordat.

## X. Științe medicale

### Premiul „Iuliu Hațieganu“
- Tratat de Chirurgie Hepato-Bilio-Pancreatică și Transplant Hepatic, Irinel Popescu (coordonator), Fulger Lazăr, Cornel Iancu și Dana Tomescu
- Ultrasonografia în practica clinică, Radu Ion Badea[1], Monica Platon Lupșor și Lidia Ciobanu

### Premiul „Daniel Danielopolu“
- Medicina internă românească din a doua jumătate a secolului XX, Nicolae Baltă[1] și Ion Bruckner
- Hepatic Elastography Using Ultrasound Waves, Ioan Sporea și Roxana Sirli

### Premiul „Gheorghe Marinescu“
- Accidentul vascular cerebral cardioembolitic. Corelații neurocardiologice, Ileana Raluca Nistor, Leonida Gherasim și Ovidiu Băjenaru

### Premiul „Victor Babeș“
- Boli oculare de urgență, Marieta Dumitrache

### Premiul „Constantin I. Parhon“
Premiul nu a fost acordat.

### Premiul „Ștefan S. Nicolau“
- Glomerulopatiile, Gabriel Mircescu, Eugen Mandache, Simona Stancu, Ismail Gener

## XI. Științe economice, juridice și sociologie

### Științe economice

#### Premiul „Petre S. Aurelian“
- Abordări moderne ale managementului previzional al organizațiilor economice, Marin Andreica, Mădălina Ecaterina Popescu și Dragoș Micu

#### Premiul „Virgil Madgearu“
- Descompunerea și recompunerea structurilor industriale din România. Repere de strategie, Luminița Chivu, Constantin Ciutacu și George Georgescu

#### Premiul „Victor Slăvescu“
- Evoluția cadrului instituțional și dinamica sistemului educațional al României în secolul al XX-lea, Florin Marius Pavelescu

#### Premiul „Nicolas Georgescu Roegen“
- Raționalitate și moralitate în economie, Constanța Partenie

### Sociologie

#### Premiul „Dimitrie Gusti“
- Arhipelagul Gustian. Contribuții la istoria Școlii Sociologice de la București, Sanda Golopenția

#### Premiul „Henri H. Stahl“
- Viața femeilor în România Interbelică, Cristina Sircuța

### Științe juridice

#### Premiul „Nicolae Titulescu“
- Constituția la răscruce de milenii, Ion Guceac

#### Premiul „Simion Bărnuțiu“
Premiul nu a fost acordat.

#### Premiul „Andrei Rădulescu“
Premiul nu a fost acordat.

## XII. Filosofie, teologie, psihologie și pedagogie

### Premiul „Constantin Rădulescu-Motru“
- Filosofia inconștientului, Vasile Dem. Zamfirescu

### Premiul „Ion Petrovici“
- Noos juridic. Valorile identitare în fața globalizării, Ioan Humă

### Premiul „Vasile Conta“
- Ideal-Nonideal. Filosofia unei distincții în teoria dreptății, Eugen Huzum

### Premiul „Dumitru Stăniloaie“
- Așezămintele Românești din Țara Sfântă, Arhimandrit Timotei Aioanei

### Premiul „Mircea Florian“
Premiul nu a fost acordat.

## XIII. Arte, arhitectură și audiovizual

### Premiul „George Enescu“
- Piesă de concert II (pentru pian), Peter Szegö

### Premiul „Ciprian Porumbescu“
- Compoziția coral-liturgică românească (vol. I-III), Valentin Gruescu

### Premiul „George Oprescu“
- Goticul în Transilvania. Pictura (c. 1300-1500), Dana Jenei
- Medieval Wall Paintings in Transylvanian Orthodox Churches: Iconographic Subjects in Historical Context, Elena Dana Prioteasa
- Rodin, Meunier, Brâncuși și cultura clasică, Cristian-Robert Velescu

### Premiul „Ion Andreescu“
- Expoziția retrospectivă Ilie Boca 80 (Muzeul de Artă Bacău), Ilie Boca (pictor)

### Premiul „Duiliu Marcu“
- Proiecte și realizări - Restaurări de monumente istorice și construcții noi cu structuri din lemn. 1972-2015, Niels Auner (Arh.)

### Premiul „Aristizza Romanescu“
- Rolul inspectorului șef din filmul „Bacalaureat“ (regia Cristian Mungiu), Vlad Ivanov
- Scenografia la „Cafeneaua“ (Carlo Goldoni, regia Silviu Purcărete) și „În adâncuri“ (Maxim Gorki, regia Yuri Kordonsky), Dragoș Buhagiar (Scenograf)

### Premiul „Simion Florea Marian“
Premiul nu a fost acordat.

## XIV. Știința și tehnologia informației

### Premiul „Gheorghe Cartianu“
- Pachet de 3 lucrări în domeniul Coduri corectoare-turbo, Lucian Trifina și Daniela Tărniceriu

### Premiul „Grigore Moisil“
- Grup de lucrări în domeniul Fuzzy, Sorin Nădăban

### Premiul „Mihai Drăgănescu“
Premiul nu a fost acordat.

### Premiul „Tudor Tănăsescu“
Premiul nu a fost acordat.